# Edit Miklós
Dans le nom hongrois Miklós Edit, le nom de famille précède le prénom, mais cet article utilise l’ordre habituel en français Edit Miklós, où le prénom précède le nom.
Edit Miklós, née le 31 mars 1988, est une skieuse alpine roumaine, puis hongroise, spécialiste des épreuves de vitesse (descente et super G).

## Biographie
Née à Miercurea Ciuc en Roumanie de famille appartenant à la minorité hongroise, Miklόs commence à skier à l'âge de 5 ans. Elle participe à des courses de jeunes dès 12 ans et fait ses débuts en Coupe du monde en décembre 2005.
Elle s'est blessé peu avant les Jeux olympiques d'hiver de 2006 et a donc du déclarer forfait. Ensuite, lors des Championnats du monde 2009 à Val d'Isère elle rentre deux fois dans les vingt premières, se classant dix-huitième de la descente et du super G. Qualifiée pour les Jeux olympiques de Vancouver en 2010, elle prend part à la descente mais abandonne sur chute, on lui diagnostique une rupture des ligaments croisés antérieurs.
Jusque-là ayant concouru pour la Roumanie, Miklós opte pour la citoyenneté hongroise durant l'hiver 2010-2011. Elle est autorisée par la FIS à courir pour son nouveau pays le 17 janvier 2011 avec l'appui de la Fédération hongroise de ski.
Lors des Jeux olympiques de Sotchi 2014, après une seizième place en super combiné elle termine septième de la descente, le meilleur résultat pour une hongroise en ski alpin aux Jeux olympiques. Trois semaines plus tard, à l'occasion de la descente de Crans Montana, elle bat sa meilleure performance en Coupe du monde avec une cinquième place.
Le 24 janvier 2015, elle devient la première Hongroise à monter sur le podium d'une épreuve de coupe du monde de ski alpin avec une 3e place lors de la descente de Saint-Moritz. En décembre 2016, elle signe son deuxième podium en descente à Lake Louise.
En 2018, après avoir manqué les Jeux olympiques de Pyeongchang, elle met fin à sa carrière sportive, étant en désaccord avec sa fédération. Elle devient ensuite présidente de la Fédération hongroise de ski (pl).

## Palmarès

### Résultats olympiques
| Épreuve / Édition | Vancouver 2010 | Sotchi 2014 |
| Descente          | Abandon        | 7e          |
| Super G           | -              | 15e         |
| Slalom géant      | -              | 34e         |
| Super combiné     | -              | 16e         |

### Championnats du monde
| Épreuve / Édition                    | Descente | Super G | Super combiné |
| Mondiaux 2009 Val d'Isère            | 18e      | 18e     | -             |
| Mondiaux 2011 Garmisch-Partenkirchen | -        | 31e     | 23e           |
| Mondiaux 2013 Schladming             | 23e      | -       | 19e           |
| Mondiaux 2015 Beaver Creek           | 13e      | -       | -             |

### Coupe du monde
- Meilleur classement général : 43e en 2016.
- 2 podiums (en descente).

#### Différents classements en Coupe du monde
| Saison / Épreuve | Saison / Épreuve | Général | Général | Descente | Descente | Super G | Super G | Combiné  | Combiné |
| ---------------- | ---------------- | ------- | ------- | -------- | -------- | ------- | ------- | -------- | ------- |
| Saison / Épreuve | Saison / Épreuve | Class.  | Points  | Class.   | Points   | Class.  | Points  | Class.   | Points  |
| 2009             | 2009             | 130e    | 1       | -        | -        | 53e     | 1       | - \|\| - |         |
| 2010             | 2010             | 121e    | 8       | -        | -        | 53e     | 5       | 41e      | 3       |
| 2012             | 2012             | 115e    | 1       | -        | -        | -       | -       | 38e      | 1       |
| 2013             | 2013             | 90e     | 26      | 34e      | 26       | -       | -       | -        | -       |
| 2014             | 2014             | 64e     | 80      | 26e      | 80       | -       | -       | -        | -       |
| 2015             | 2015             | 51e     | 125     | 21e      | 116      | 45e     | 9       | -        | -       |
| 2016             | 2016             | 43e     | 213     | 14e      | 207      | 46e     | 6       | -        | -       |
| 2017             | 2017             | 58e     | 131     | 20e      | 108      | 39e     | 23      | -        | -       |
| 2018             | 2018             | 105e    | 18      | 39e      | 18       | -       | -       | -        | -       |